# 氟氧化镧
氟氧化镧是镧、氟和氧的无机化合物，化学式为LaOF。

## 合成
- 用过热蒸汽水解氟化镧：

2LaF
3 + H
2O  →  LaOF + 2HF
- 半水合氟化镧在真空的分解：

2LaF
3  ·   0.5H
2O  →  LaOF + LaF
3 + 2HF
- 在真空中用氟化镧烧结氧化镧：

La
2O
3 + LaF
3  →  3LaOF

## 物理性质
该化合物会形生成无色晶体。

## 用途
该化合物用来制造薄膜。